# Aide aux parents d'enfants victimes
L’APEV ou aide aux parents d'enfants victimes est une association de victimes, créée par Alain Boulay et son épouse qui regroupe des familles dont un enfant a été assassiné ou a disparu. L'association assure un accompagnement personnel et un accompagnement judiciaire et administratif des familles.
En étroite collaboration avec les services de police et de gendarmerie, l’association est un véritable centre opérationnel pour l'aide à la recherche des enfants disparus.
Créée en 1991, elle a permis, avec d'autres associations, de reconnaitre le statut des victimes et de faire évoluer les lois les concernant.
Elle assure aujourd'hui l'accompagnement de plus de 250 familles. Représentant la société civile, l’association s’efforce de porter la parole des victimes auprès des élus, dans les colloques et dans les médias.